# Barbora Várady
Barbora Várady (* 18. März 1992 in Topoľčany, Tschechoslowakei als Barbora Balážová) ist eine slowakische Tischtennisspielerin. Sie nahm an mehreren Europa- und Weltmeisterschaften sowie an den Olympischen Spielen 2016 teil.

## Werdegang
Erste internationale Erfolge erzielte Barbora Balážová bei Jugend-Europameisterschaften. In Prag 2004 wurde sie im Schülerbereich Dritte im Mixed mit Pierre Bezard (Frankreich). Zwei Jahre später gewann sie in Sarajevo mit Marharyta Pessozka den Doppelwettbewerb. In Bratislava 2007 erreichte sie im Einzel das Endspiel, mit Sabine Winter wurde sie wieder Meister im Doppel. 2010 trat sie in Istanbul in der Jugendklasse an. Hier siegte sie erneut im Doppel mit Sabine Winter, zudem im Mixed mit Pavel Sirucek.
Bei den Erwachsenen gewann sie mehrere Titel bei den nationalen slowakischen Meisterschaften, etwa 2013 im Einzel, Doppel und Mixed, sowie 2018 im Einzel und Mixed.
Bei der Weltmeisterschaft 2013 kam sie im Mixed-Doppel bis ins Achtelfinale. Im selben Jahr holte Balážová bei der Europameisterschaft Silber im Mixed-Doppel.
2016 qualifizierte sie sich aufgrund ihrer Weltranglistenposition für die Teilnahme am Einzelwettbewerb der Olympischen Spiele in Rio de Janeiro. Hier gewann sie gegen die Mexikanerin Yadira Silva, schied danach aber gegen die Schwedin Li Fen aus. Bei den Europaspielen 2019 kam sie im Mixed-Doppel mit Ľubomír Pištej auf den 4. Platz; im Einzel erreichte sie die 3. Runde.
Von 2010 bis 2017 spielte Barbora Balážová in der deutschen Bundesliga, zunächst mit Hannover 96 in der 2. Bundesliga, danach mehrere Jahre lang mit TUSEM Essen in der 1. Bundesliga.
Mitte 2025 änderte sie ihren Namen zu Barbora Várady.